# Sumitomo Pharma

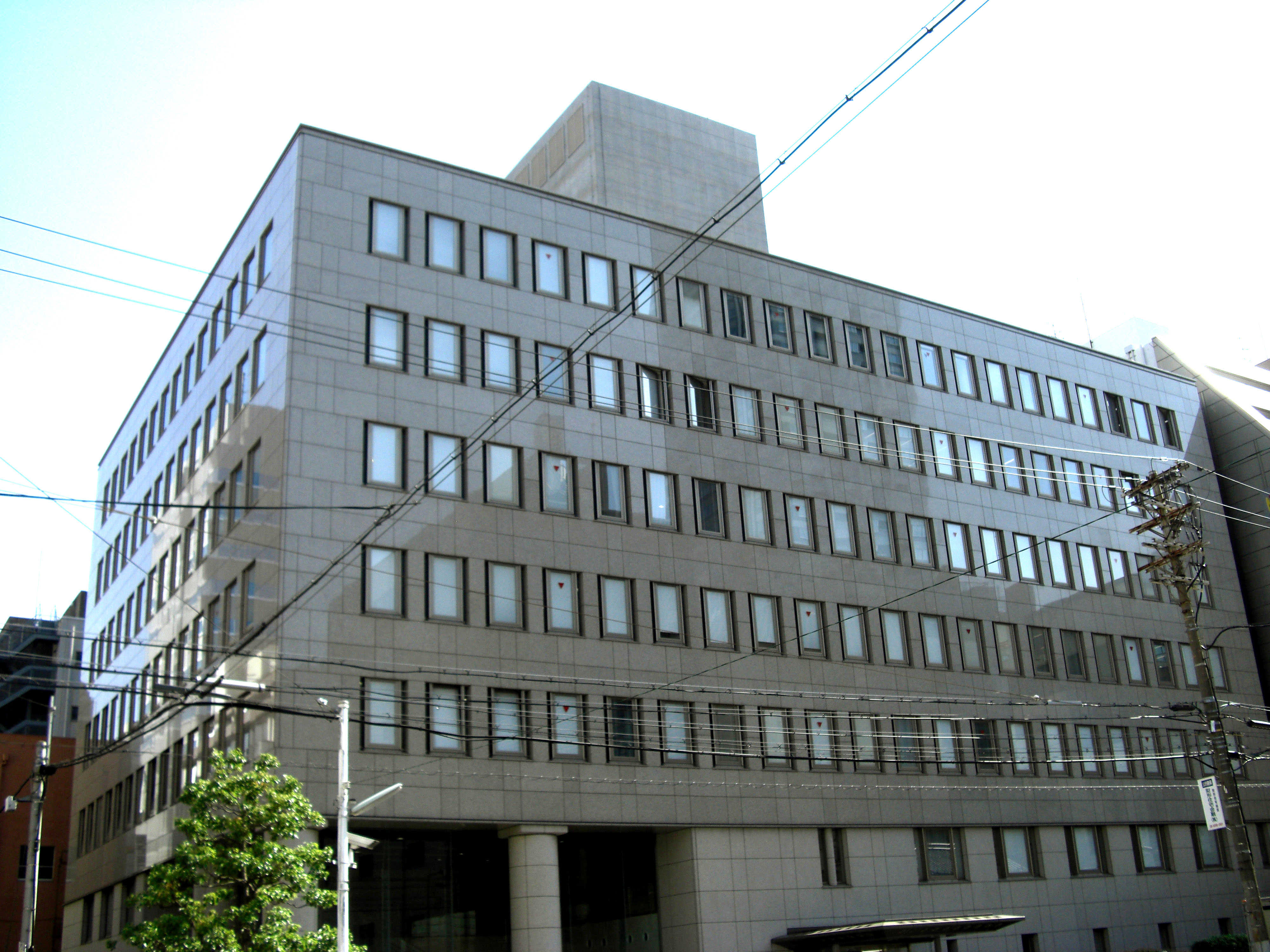
Головний офіс в Осаці.

Sumitomo Pharma Company Limited (яп. 住友ファーマ株式会社) — японська фармацевтична компанія. Входить до кейрецу Sumitomo. 1 квітня 2022 року компанія була перейменована з Sumitomo Dainippon Pharma на Sumitomo Pharma.

## Історія
Компанія Dainippon Pharmaceutical Co., Ltd. була заснована в 1897 році в Японії.
У 1908 році Dainippon Pharmaceutical поглинає Osaka Pharmaceutical Testing Co., Ltd.
У 1963 році відкривається філія в Тайвані.
Компанія Sumitomo Pharmaceuticals Co., Ltd. була утворена в 1984 році шляхом виділення фармацевтичного дивізіону Sumitomo Chemical в окрему компанію. В 1985 році вводиться в дію завод в префектурі Ехіме.
В 1997 році представництва компанії відкриваються в Китаї і Великій Британії.
В 2005 році Dainippon Pharmaceutical і Sumitomo Pharmaceuticals об'єдналися в єдину компанію Dainippon Sumitomo Pharma.

## Компанія сьогодні
В цей час в Японії компанія виробляє продукції на 4 власних заводах: у Судзуці, Ібаракі, Ойті і в префектурі Ехіме. Також виробництва компанії є в США і Китаї.
Контрольний пакет акцій компанії (50,2 %) належить Sumitomo Chemical.